# Ганс Віктор Говальдт
Ганс Віктор Говальдт (нім. Hans Viktor Howaldt; 19 червня 1919, Любек — 23 липня 1998, Кенігштайн-ім-Таунус) — німецький морський офіцер, яхтсмен і підприємець. Капітан-лейтенант крігсмаріне (1 січня 1945), корветтен-капітан резерву бундесмаріне (1968). Кавалер Німецького хреста в золоті.

## Біографія
Син підводника Ганса Говальдта, героя Першої світової війни. Під час літніх Олімпійських ігор 1936 року разом із батьком брав участь у вітрильних змаганнях для сім'ї Круппів, був шкіпером яхт Germania V і Germania VI, які належали Альфріду Круппу. В 1937 році поступив на службу в крігсмаріне. В 1938 році здійснив перше навчальне плавання до Карибського моря і Бермудських островів на борту навчального вітрильника. Друге плавання здійснив на борту лінкора «Шлезвіг-Гольштейн» — в Африку, Південну Америку і, на зворотньому шляху, в Англію.
Під час Другої світової війни був командиром різноманітних торпедних катерів, з серпня 1944 року — керівник групи і заступник командира флотилії. Діяв в основному в Східній Балтиці і Фінській затоці, а також на Англійському каналі.
Після війни разом із батьком і братами відновив сімейну фірму Heinrich Zeiss KG у Франкфурті-на-Майні. Офіцер запасу бундесмаріне.
З 1955 року, після відновлення в Німеччині вітрильного спорту, Говальд став активним учасником змагань. В 1960 році на яхті Germania V брав участь у трансатлантичній регаті від Бермудських островів до Скагена. На яхті Germania VI брав участь у трансатлантичних регатах 1966 (Бермудські острови — Скаген) і 1968 року (Бермудські острови — Трафемюнде).

## Нагороди
- Залізний хрест 2-го і 1-го класу
- Нагрудний знак торпедних катерів
- Німецький хрест в золоті (7 серпня 1943)
- Орден Хреста Свободи (Фінляндія)
- Нарукавна стрічка «Курляндія»
- Орден «За заслуги перед Федеративною Республікою Німеччина», офіцерський хрест
- Орден Святого Йоанна (Бранденбург), почесний лицар (1969)

Також Говальдт володів численними почесними званнями, серед яких — почесний трудовий суддя, почесний торговий суддя і почесний консул Королівства Непал у Франкфурті.